# Whitten, Iowa
Whitten är en ort i Hardin County i Iowa. Vid 2010 års folkräkning hade Whitten 149 invånare.